# الشرفاء (مولاي عبد الله)
الشرفاء هي إحدى مشيخات المملكة المغربية، تتبع جغرافيا و إداريا لإقليم الجديدة و لجماعة مولاي عبد الله. يقدر عدد سكانها بـ 12786 نسمة حسب الإحصاء الرسمي للسكان والسكنى لسنة 2004.